# Tobias Nielsén
Tobias Nielsén, född 31 juli 1975, är en svensk civilekonom och förläggare och grundare av Volante.
Nielsén är utbildad vid Handelshögskolan i Stockholm och Columbia Business School i New York. Efter en tid som värnpliktig report på tidningen Värnpliktsnytt, tillsammans med bland andra Filip Hammar, började han som skribent på Expressen 1995 för att sedan sadla om och grunda förlaget/konsultfirman Volante där han är vd och förläggare. Nielsén anges som producent av bland annat ”Nextopia” av Micael Dahlen och drev även bloggen Kulturekonomi tillsammans med forskaren Emma Stenström.
År 2009 var han nominerad till Cultural Policy Research Award, instiftat av Europakommissionen. Nielsén blev 2013 utsedd till en av Sveriges 101 Supertalanger av tidningen Veckans Affärer.
Tobias Nielsén presenterade 2022 offentliga utredningen "Kreativa Sverige!" som han var ordförande för sedan 2021. Uppdraget kom från Amanda Lind (MP) i sin roll som kulturminister, men utredningen presenterades för Jeanette Gustafsdotter (S) då hon efterträtt Lind som kulturminister. Utredningen följdes upp av en strategi för kulturella och kreativa branscher presenterad av ännu en kulturminister, Parisa Liljestrand (M), i april 2024.
Tobias Nielsén har varit ledamot i Nämnden för hemslöjdsfrågor (avgick 2016) och Myndigheten för kulturanalys (avgick 2017). Han är styrelseledamot i Svenska förläggareföreningen och Svenska filminstitutet. Han har även skrivit flera artiklar om bokens och litteraturens roll, bland annat i Dagens Nyheter och Expressen.